# Estación La Gilda
La Gilda es una estación ferroviaria ubicada en la localidad que lleva el mismo nombre, en el Departamento Río Cuarto, Provincia de Córdoba, Argentina.

## Servicios
La estación corresponde al Ferrocarril General Bartolomé Mitre de la red ferroviaria argentina. Presta servicios de cargas por la empresa Nuevo Central Argentino.